# Echemoides cekalovici
Echemoides cekalovici är en spindelart som beskrevs av Norman I. Platnick och Mohammad U. Shadab 1983. Echemoides cekalovici ingår i släktet Echemoides och familjen plattbuksspindlar. Inga underarter finns listade i Catalogue of Life.